# لئون والترز
لئون والترز (؛ زادهٔ ۹ ژانویه ۱۹۷۹) کاراته‌کا اهل بریتانیا است.او سابقه قهرمانی در مسابقات قهرمانی جهان و مسابقات قهرمانی اروپا در کارنامه خود دارد.

## دستاوردها
مدال طلای کومیت بازی های جهانی 1997
مدال برنز کومیته مسابقات جهانی کاراته 1998
مدال نقره قهرمانی کاراته اروپا 2001
مدال نقره کومیت قهرمانی کاراته اروپا 2002
مدال طلای کومیته مسابقات جهانی کاراته 2002
مدال نقره مسابقات جهانی کاراته 2004